# Xiaolü
Xiaolü (kinesiska: 小吕, 小吕乡) är en socken i Kina. Den ligger i provinsen Henan, i den centrala delen av landet, omkring 81 kilometer söder om provinshuvudstaden Zhengzhou. Antalet invånare är 36750. Befolkningen består av 18 047 kvinnor och 18 703 män. Barn under 15 år utgör 23,0 %, vuxna 15-64 år 64 %, och äldre över 65 år 12,0 %.
Genomsnittlig årsnederbörd är 710 millimeter. Den regnigaste månaden är juli, med i genomsnitt 149 mm nederbörd, och den torraste är januari, med 4 mm nederbörd.